# Birgitta Sewik
Birgitta Sewik (* 13. Januar 1949 in Glava, Arvika) ist eine schwedische Curlerin. 
Ihr internationales Debüt hatte Sewik bei der Weltmeisterschaft 1980 in Perth, wo sie die Silbermedaille gewann. 
Sewik spielte als Second der schwedischen Mannschaft bei den XV. Olympischen Winterspielen 1988 in Calgary im Curling. Die Mannschaft von Skip Elisabeth Högström gewann die olympische Silbermedaille nach einer 5:7-Niederlage im Finale gegen Kanada um Skip Linda Moore. Da Curling damals noch eine Demonstrationssportart war, besitzt die Medaille keinen offiziellen Status.

## Erfolge
- Weltmeisterin 1981
- Europameisterin 1980, 1982, 1983
- 2. Platz Olympische Winterspiele 1988 (Demonstrationswettbewerb)
- 2. Platz Weltmeisterschaft 1980, 1982
- 2. Platz Europameisterschaft 1982